# Okres Vynohradiv
Okres Vynohradiv, též Vynohradivský rajón (ukrajinsky Виноградівський район, Vynohradivskyj rajon) byl jedním z okresů Zakarpatské oblasti na západní Ukrajině. Okres zahrnoval téměř výlučně ukrajinskou část někdejší Ugočské župy, jejíž symboliku používal, dále zahrnoval Velkou Palaď z někdejší Szátmárské župy, jakož i zanedbatelnou část někdejší Berežské župy. Z větší částí se kryl s prvorepublikovým okresem Sevluš. V červenci 2020 bylo během administrativně-teritoriální reformy, která snížila počet okresů oblasti ze 13 na 6, celé jeho území začleněno do okresu Berehovo.
Území bývalého okresu (jak ukazuje název) je bohaté na produkci vína.

## Geografie
Okres Vynohradiv se rozkládal na jihu oblasti podél hranice Ukrajiny s Maďarskem a Rumunskem s významnými hraničními přechody, a to silničním Výlok a železničním Djakovo (též Djakove, ukrajinsky Дякове). Většina okresu ležela na rovině. Nejvyšším bodem byla 826 m vysoká hora Frasyn.

## Obyvatelstvo
Na území tohoto bývalého okresu žije mnoho národností. Významné zastoupení mají Maďaři a Romové. S hustotou osídlení 169 os./km² byl na prvním místě v oblasti.
Nachzelo se zde:
- 1 město – Vynohradiv (do roku 1946 Sevluš, 25 383 obyv., sídlo okresu)
- 2 sídla městského typu – Výlok, Královo nad Tisou
- 47 vesnic s 29 obecními radami

## Pozoruhodnosti
Okres byl ovlivněn uherskou historií (palác Pereni). Nad městem Vynohradiv je zřícenina hradu Kankiv a v Královu nad Tisou je zřícenina královského hradu Njalab.
V okrese Sevluš bylo postaveno v letech 1934 - 1937 nejvýchodnější československé vojenské opevnění.
Ve vesnici Novoselica (ukrajinsky Новоселица) se nachází malý (14 m dlouhý, 25 m věž) dřevěný kostelík ze 17. století, postavený bez použití jediného hřebíku. Uvnitř je zachovalá výzdoba a ikonostas ze stejné doby. Vedle kostelíku je etnografické muzeum.